# Okrajno sodišče v Škofji Loki
Okrajno sodišče v Škofji Loki je okrajno sodišče Republike Slovenije s sedežem v Škofji Loki, ki spada pod Okrožno sodišče v Kranju Višjega sodišča v Ljubljani.